# Едді Едвардс
Майкл (Едді) «Орел» Едвардс (англ. Michael Thomas "Eddie" Edwards, 5 грудня 1963, Челтнем, графство Глостершир, Велика Британія) — знаменитий британський лижник у стрибках з трампліна, національний герой Великої Британії, популярний персонаж таблоїдів. Єдиний стрибун з Великої Британії, який брав участь в Олімпійських іграх (1988).
Через свій талант до стрибків на лижах, або точніше його відсутність, його зазвичай називають «Летючим невдахою». Багатьма фахівцями відзначений, як найгірший стрибун в історії Олімпійських ігор.

## Життєпис
Народився 5 грудня 1963 року. Разом із батьком працював штукатуром. Носив окуляри з величезними лінзами. Наразі фірмові окуляри зникли після лазерної корекції зору.
1988 року взяв участь у зимових Олімпійських іграх у Канаді.
1989 року на змаганнях в Інсбруку Едвардс впав при стрибку і отримав перелом ключиці. Таким чином, кваліфікацію на наступну Олімпіаду він не пройшов і більше ніколи не брав участь в Олімпійських іграх.
Після завершення спортивної кар'єри давав інтерв'ю, брав участь у різних телешоу, знімався в рекламі, складав пісні, читав лекції, написав книгу-автобіографію «On The Piste» про свої спортивні подвиги, яка мала фантастичний успіх.
2017 року на престижному лижному форумі Чемпіонату Світу з Лижних видів спорту у фінському Лахті був Офіційним послом Великої Британії.

## Спорт

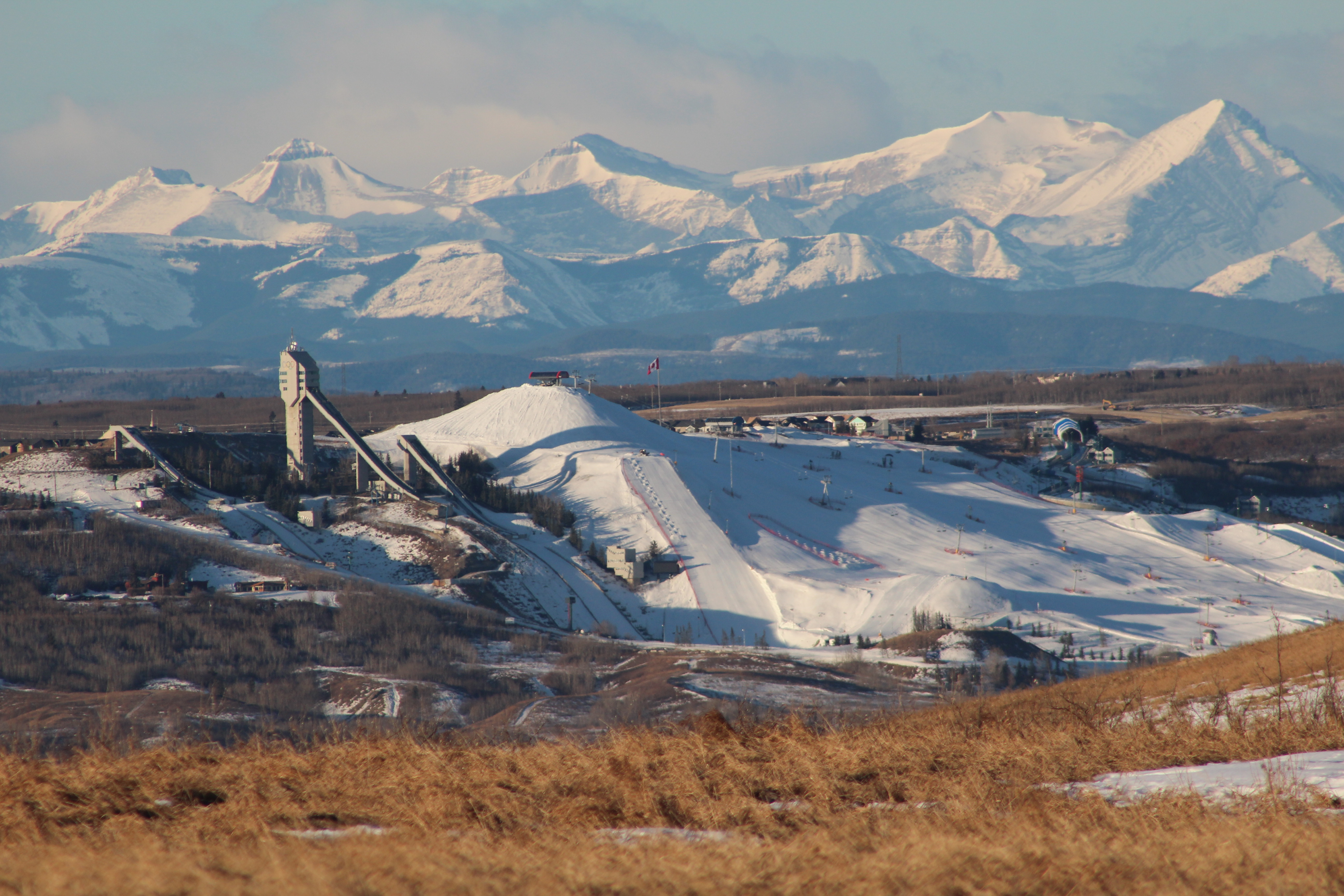
Олімпійський парк 1988 року, Калгарі, Канада.
Ліворуч видно трампліни з яких стрибав Едді «Орел»

Ще з дитинства Едді мріяв навчитися стрибати на лижах з трампліна, але не мав можливості, бо в Британії не практикували цей вид спорту. Завдяки своїй упертості та настирливості тренувався без будь-якого спорядження і навіть снігу, стрибаючи з двоповерхових автобусів.
Перед Олімпійськими іграми він взяв участь лише в одному відповідальному змаганні — Чемпіонаті світу з лижних видів спорту 1987 року в Оберстдорфі, де посів останнє місце. Його особистий рекорд дальності стрибка — 73,5 метрів, показаний на Чемпіонаті світу-87, був національним британським рекордом. Завдяки цьому Едвардс був включений до складу олімпійської збірної Великої Британії.

### Олімпіада 1988
Едвардс розповідав свою олімпійську історію:
| | \| За два роки до Олімпійських ігор я зрозумів, що мені вдасться взяти у них участь, тому що я був єдиним охочим від Великої Британії. Я почав тренуватися. Отримав безліч цінних порад від австрійських і французьких тренерів, але оскільки я не говорю ні по-французьки, ні по-німецьки, то більшість з них просто не зрозумів і забув… \| |
| За два роки до Олімпійських ігор я зрозумів, що мені вдасться взяти у них участь, тому що я був єдиним охочим від Великої Британії. Я почав тренуватися. Отримав безліч цінних порад від австрійських і французьких тренерів, але оскільки я не говорю ні по-французьки, ні по-німецьки, то більшість з них просто не зрозумів і забув… | |

Едді вперше представляв британців на зимових Олімпійських іграх у стрибках з трампліна та прославився тим, що на BBC його спроби називали «хоробрими, але смішними».
Майкл був не тільки абсолютно не підготовлений до таких складних змагань, а й не мав належного екіпірування та спонсорської підтримки. Окуляри з величезними лінзами і рідкі вуса ще більше підкреслювали його комічний образ горе-лижника. Своє прізвисько («Орел», англ. «The Eagle») отримав бо ледь тримався на лижах, а в польоті був схожий на еквілібриста, розмахував руками і ногами, щоб зберегти рівновагу.
В Калгарі в обох олімпійських змаганнях посідав «почесне» останнє місце. Не здобувши слави в стрибках, отримав симпатію вболівальників цієї дисципліни. Попри його непрофесіоналізм, недостатню підготовку і нестандартний виступ, деякі новинарі та навіть спортсмени угледіли у вчинку Едді прояв істинного олімпійського духу — з його принципом участі, а не перемоги.
Своїми стрибками британець сприяв змінам у проведення олімпійських змагань. Міжнародний олімпійський комітет ухвалив так зване «правило Едді Орла». Воно вимагає, щоб претенденти на Олімпійські ігри брали участь у міжнародних змаганнях і потрапляли до 30 % або 50 найкращих учасників, залежно від того, що менше.
Після введення «правила Едді Орла», він перепробував купу способів повернутися на олімпійський старт, але жодна з його спроб не увінчалася успіхом, хоча йому все ж вдалося заручитися фінансовою підтримкою невеликої авіакомпанії «Eagle Airlines».

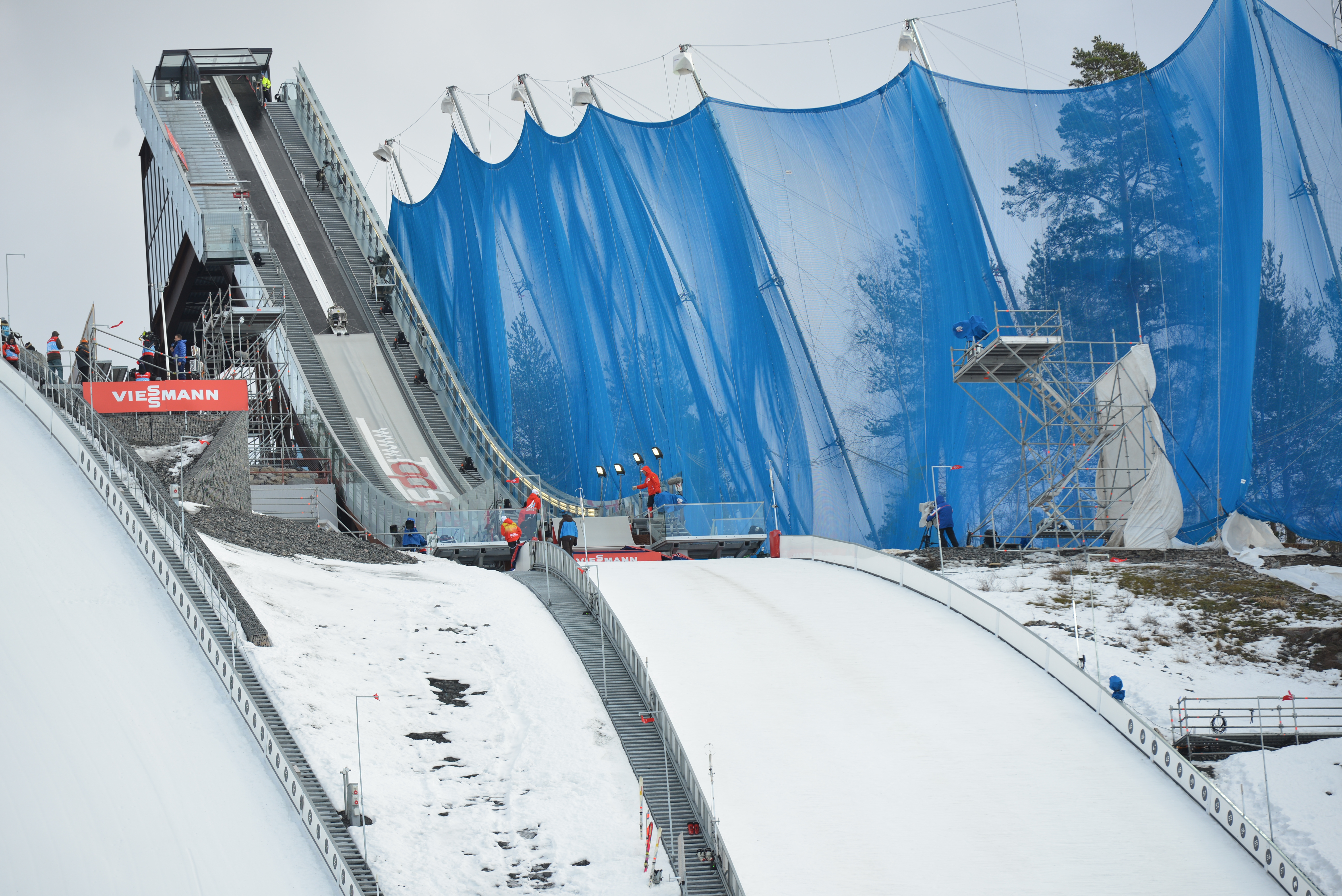
Нормальний трамплін

### Показники
| Дисципліна          | Стрибок 1 | Стрибок 1 | Стрибок 2 | Стрибок 2 | Всього | Всього |
| Дисципліна          | Відстань  | Очки      | Відстань  | Очки      | Очки   | Місце  |
| ------------------- | --------- | --------- | --------- | --------- | ------ | ------ |
| Нормальний трамплін | 55.0      | 34.1      | 55.0      | 35.1      | 69.2   | 58     |
| Великий трамплін    | 71.0      | 30.0      | 67.0      | 27.5      | 57.5   | 55     |

## У кіно
- Збереглось оригінальне відео стрибка з трампліна Едвардса на зимових Олімпійських іграх 1988 року в Калгарі.[7][8]

- На основі життєпису Едді Едвардса режисером Декстером Флетчером знято біографічний трагікомедійний фільм Едді «Орел» англ. Eddie the Eagle. Прем'єра стрічки відбулась 2016 року. Роль Едвардса зіграв британський актор Тарон Еджертон. Майкл Едвардс оцінив зусилля акторів у фільмі:|                                                                                                                                                                                                                                                                                                                                                                                                                                                                                                                                                               | \| Я хвилювався, що вони можуть перетворити мене або на якогось супергероя, або, що ще гірше, на блазня, на якогось невдаху. Але коли я вперше побачив фільм, мене він повністю полонив. Вони дуже добре попрацювали. Їм вдалося передати усю суть історії, фільм зобразив моє життя реальніше, ніж я уявляв. А Г'ю Джекмен — це наче усі мої тренери зі стрибків, зібрані в одну особистість. Вони, лишень, не були такими красивими. У мене було десь 20 чи 30 тренерів за два роки, і у кожному з них була частинка Г'ю Джекмена чи, точніше, його персонажа. \| |
| Я хвилювався, що вони можуть перетворити мене або на якогось супергероя, або, що ще гірше, на блазня, на якогось невдаху. Але коли я вперше побачив фільм, мене він повністю полонив. Вони дуже добре попрацювали. Їм вдалося передати усю суть історії, фільм зобразив моє життя реальніше, ніж я уявляв. А Г'ю Джекмен — це наче усі мої тренери зі стрибків, зібрані в одну особистість. Вони, лишень, не були такими красивими. У мене було десь 20 чи 30 тренерів за два роки, і у кожному з них була частинка Г'ю Джекмена чи, точніше, його персонажа. | |